# 大衛·拉特利
大衛·拉特利（1961年3月7日—）是一位英格蘭政治人物，他的黨籍是保守黨。自2010年開始，他擔任麥克爾斯菲爾德選區選出的英國下議院議員。在從政之前他是一位商人。